# Блисфилд (Мичиген)
Блисфилд (енгл. Blissfield) град је у америчкој савезној држави Мичиген.

## Демографија
По попису из 2010. године број становника је 3.340, што је 117 (3,6%) становника више него 2000. године.
| Група             | 2000.         | 2010.         |
| Белци             | 3.011 (93,4%) | 3.100 (92,8%) |
| Афроамериканци    | 2 (0,1%)      | 9 (0,3%)      |
| Азијати           | 2 (0,1%)      | 6 (0,2%)      |
| Хиспаноамериканци | 198 (6,1%)    | 172 (5,1%)    |
| Укупно            | 3.223         | 3.340         |